# モンティ・パイソン (小惑星)
モンティ・パイソン（13681 Monty Python）は、小惑星帯に位置する小惑星。1997年8月7日にクレチ天文台のズデニェク・モラヴェツとミロシュ・チヒーにより発見された。
名称はイギリスのコメディグループモンティ・パイソンに由来する。個々のメンバーも同様に小惑星名として採用されており、9617から9622までの一連の小惑星番号に付されている。
- (9617) グレアム・チャップマン
- (9618) ジョン・クリーズ
- (9619) テリー・ギリアム
- (9620) エリック・アイドル
- (9621) マイケル・ペイリン
- (9622) テリー・ジョーンズ